# Trudenstein

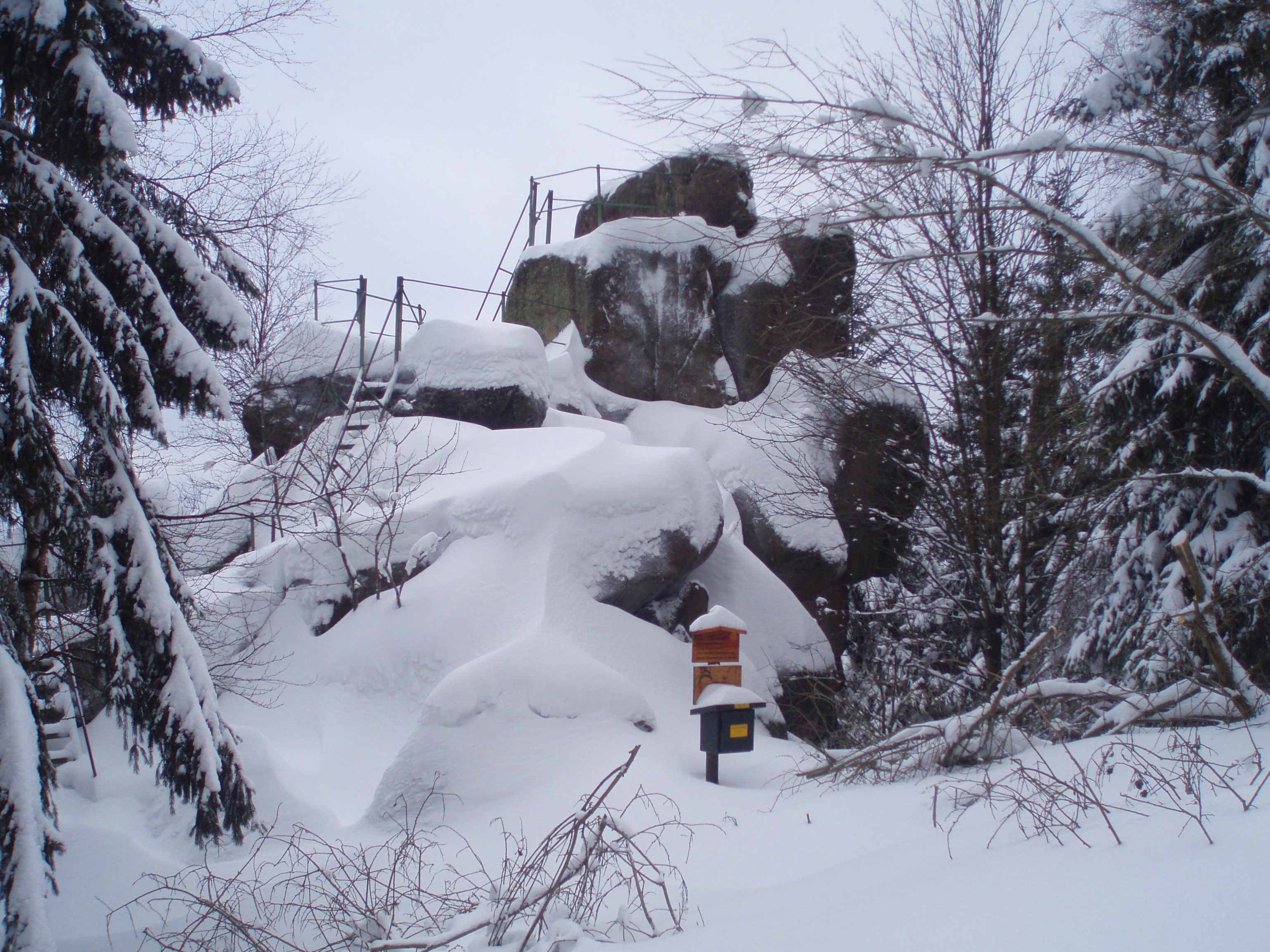
Der Trudenstein im Winter

Der Trudenstein im Harz ist eine Granitfelsformation (bei ca. 735 m ü. NHN) unterhalb des Hohnekamms nahe Schierke im Landkreis Harz in Sachsen-Anhalt.

## Geographische Lage
Der Trudenstein liegt im Hochharz (Oberharz) im Nationalpark Harz. Er befindet sich auf dem Südhang des Hohnekopfs, einem bewaldeten Südostausläufer des Hohnekamms (900,6 m), 1,3 km ostsüdöstlich vom Gipfel des Erdbeerkopfs (847,7 m), 2 km nordöstlich von Schierke und 2 km westlich von Drei Annen Hohne, die beide zu Wernigerode gehören. Südlich der Felsen liegt ein Granitsteinbruch, und jenseits davon verläuft die Brockenbahn.

## Tourismus
Der Trudenstein ist ein beliebtes Wanderziel und von Schierke und Drei Annen Hohne aus leicht auf Wanderwegen zu erreichen. Der Gipfel der Felsformation ist über Leitern zugänglich. Von dort aus hat man Ausblick unter anderem in Richtung Schierke, Elend und Stöberhai.
Der Trudenstein ist als Nr. 17 in das System der Stempelstellen der Harzer Wandernadel einbezogen.

## Geschichte
Der Name „Trudenstein“ leitet sich von der angeblichen Ähnlichkeit der Felsen mit einer Drude, einer altdeutschen hexenähnlichen Sagenfigur, ab. 1783 soll Johann Wolfgang von Goethe am Trudenstein vorbeigewandert sein. Caspar David Friedrich bildete die Formation 1811 auf einer Zeichnung ab. Sie soll ihn auch zu einer Felsgruppe im Vordergrund seines Gemäldes Der Watzmann inspiriert haben.
Bereits 1894 wurden erstmals Leitern auf den Gipfel des Trudensteins errichtet.